# Doppeltes Empathie-Problem
Das Doppelte Empathie-Problem (engl. double empathy problem) ist eine Theorie zur Erklärung der Schwierigkeiten, die bei der sozialen Interaktion von Autisten mit nicht-autistischen („allistischen“) Menschen auftreten. Sie geht davon aus, dass viele dieser Schwierigkeiten, die traditionell als autismusbedingte Defizite beschrieben werden, durch einen gegenseitigen Mangel an Einfühlungsvermögen für die jeweils andere Gruppe verursacht werden. Kommunikationsprobleme zwischen Autisten und Nicht-Autisten beruhten demnach auf Gegenseitigkeit, da beide Gruppen nur bedingt dazu in Lage seien, sich in die jeweils andere hineinzuversetzen. Es handele sich also nicht um dem Autismus inhärente Kommunikationsdefizite, sondern um verschiedene Kommunikationsstile, die auf beiden Seiten zu Missverständnissen führten.
Das Doppelte Empathie-Problem wurde erstmals 2012 von dem auf Autismus spezialisierten Soziologen und Sozialpsychologen Damian Milton vorgestellt und seither durch zahlreiche Studien untermauert. So konnte nachgewiesen werden, dass die meisten Autisten mit anderen Autisten problemlos und störungsfrei interagieren und kommunizieren, Empathie und soziale Gegenseitigkeit zeigen können, im Kontakt mit Nicht-Autisten hingegen Probleme auftreten. Diese Erkenntnisse widersprechen der bislang verbreiteten Auffassung, wonach die sozialen Fähigkeiten von Autisten grundsätzlich in allen Lebensbereichen beeinträchtigt seien, sowie der mittlerweile überholten Mind-blindness-Theorie aus den 1980ern, der zufolge die Empathiefähigkeit und Theory of Mind bei Autisten prinzipiell gestört seien. Obwohl das Doppelte Empathie-Problem ein noch relativ neues Konzept ist und noch viel Forschungsbedarf besteht, stößt es in der Fachwelt zunehmend auf Anerkennung und wurde auch von Vertretern der Mind-blindness aufgegriffen.